# Julián Chaves Palacios
Julián Chaves Palacios (Malpartida de Cáceres, 1957) es un historiador español, catedrático de Historia Contemporánea de la Universidad de Extremadura desde 2020, y autor de varias obras y publicaciones sobre la guerra civil española.
Tras licenciarse en Historia, dedicó su tesis doctoral Sublevación militar, represión "sociopolítica" y lucha guerrillera en Extremadura. La guerra civil en la provincia de Cáceres (1992) a la situación en la provincia de Cáceres durante 1936. También es autor de títulos como La represión en la provincia de Cáceres durante la guerra civil (1936-1939) (1995), o La guerra civil en Navas del Madroño: los fusilamientos de las navidades de 1937 (1993), en el que estudia el fusilamiento por parte de las autoridades del bando rebelde de más de doscientos republicanos en un episodio de la guerra civil.
Ha dirigido y coordinado obras colectivas como Historia y memoria de la guerra civil en Extremadura: Badajoz en agosto de 1936 (2006), La larga memoria de la dictadura en Iberoamérica. Argentina, Chile y España (2010), o Proyecto de recuperación de la memoria histórica de Extremadura: balance de una década (2003-2013). Investigación de la guerra civil y el franquismo (2014).

## Obras
- Julían Chaves Palacios: Malpartida de Cáceres: Análisis Socioeconómico de un pueblo extremeño (1850-1950). Asociación de amigos del Museo Vostell Malpartida, AMVM (Portada con una ilustración de Wolf Vostell). Varona, Salamanca, 1987, ISBN: 84-404-0057-8.

- Datos: Q24414788